# Dehesa

Dehesa-Gebiete auf der iberischen Halbinsel

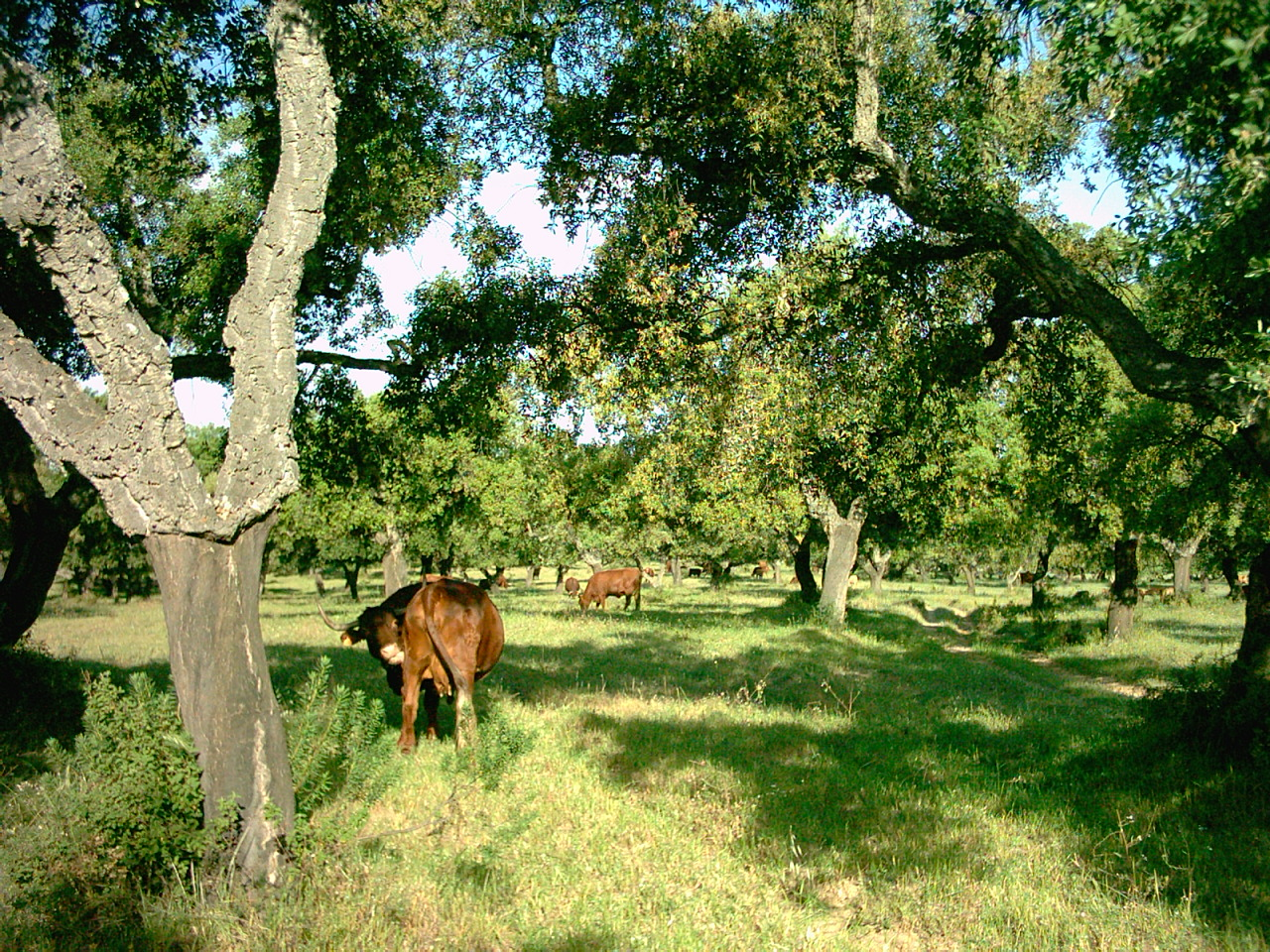
Dehesa: Korkeichen und Rinder, Provinz Huelva, Andalusien

Dehesa [deˈesa] (von spätlatein defensa, ‚Verbot‘, ‚Absperrung‘, da die Dehesa im Mittelalter gewöhnlich eingezäunt war) ist die spanische Bezeichnung für beweidete Eichenhaine (Hutewälder), die vor allem im Südwesten Spaniens (Autonome Gemeinschaften Extremadura und Andalusien) ausgedehnte Flächen einnehmen. Ähnliche Landschaften gibt es im angrenzenden Süden Portugals, wo sie auf Portugiesisch Montado genannt werden. Die Dehesa wurde traditionell als Gemeineigentum (ähnlich einer Allmende) gemeinsam bewirtschaftet und gehört zu den Silvopastoralen Systemen; noch heute befinden sich die Ländereien oft im Eigentum der Gemeinde.
Die Dehesas in der Extremadura umfassen heute 1,03 Millionen Hektar und bedecken ein Viertel der Gesamtfläche der Region (4,163 Millionen Hektar). In der Provinz Cáceres stehen Stein- und Korkeichen auf einer Fläche von 0,53 Millionen Hektar, in der Provinz Badajoz auf 0,50 Millionen Hektar. Damit haben die Dehesas in der Extremadura die mit Abstand größte Verbreitung in Spanien, wo sich im ganzen Land Flächen von 2,1 Millionen Hektar finden. Auch die Hälfte aller spanischen Kork- und Steineichen wächst in der Extremadura. Außerhalb der Iberischen Halbinsel existieren nur wenige vergleichbare Landschaften, die entfernt an Baum-Savannen erinnern. Dazu gehören etwa die „Eichen-Savannen“ Kaliforniens, die ebenfalls zur Vegetationszone der immergrünen Hartlaubvegetation gehören. Wegen ihrer hohen Biodiversität wird die Dehesa auch die „iberische Serengeti“ genannt.

## Geschichte
Dehesas sind entstanden, indem die ursprünglichen Stein- und Korkeichenwälder durch Schafe und Ziegen, später auch von Rindern, beweidet wurden. Durch ihre extensive Bestockung mit Eichen ermöglicht die Dehesa die Nutzung als Weidefläche auch für das Iberische Schwein, das sich in freier Natur von Gräsern, Wurzeln, Pilzen, Baumrinden, Beeren, Eicheln sowie von Insekten und Kleintieren ernährt. Auf den flachgründigen, nährstoffarmen Böden im Südwesten der iberischen Halbinsel sind die Voraussetzungen für Ackerbau schlecht, die Weidewirtschaft lohnt sich eher. So entstanden parkartige Baumbestände. Die Bäume schützen den Boden vor Erosion, spenden den Weidetieren Schatten und liefern die zur Mast (in erster Linie der Schweine) geschätzten Eicheln. 
Eine Besonderheit der Nutzungsform der Dehesa liegt in ihrem hohen Alter – der älteste Beleg für die Dehesas datiert 4000 Jahre zurück. Die Menschen vernichteten große Teile des dichteren Waldbestandes (Primärwald), wie es ihn heute noch im Nationalpark Monfragüe gibt, um Weideflächen zu erhalten. Der Wandel zur Dehesa vollzog sich jedoch langsam, aber stetig und ist dem Eingriff des Menschen geschuldet. Es handelt sich folglich nicht um eine vom Menschen unberührte Landschaftsform, die eine der potentiellen natürlichen Vegetation entsprechende Pflanzengesellschaft aufwiese.

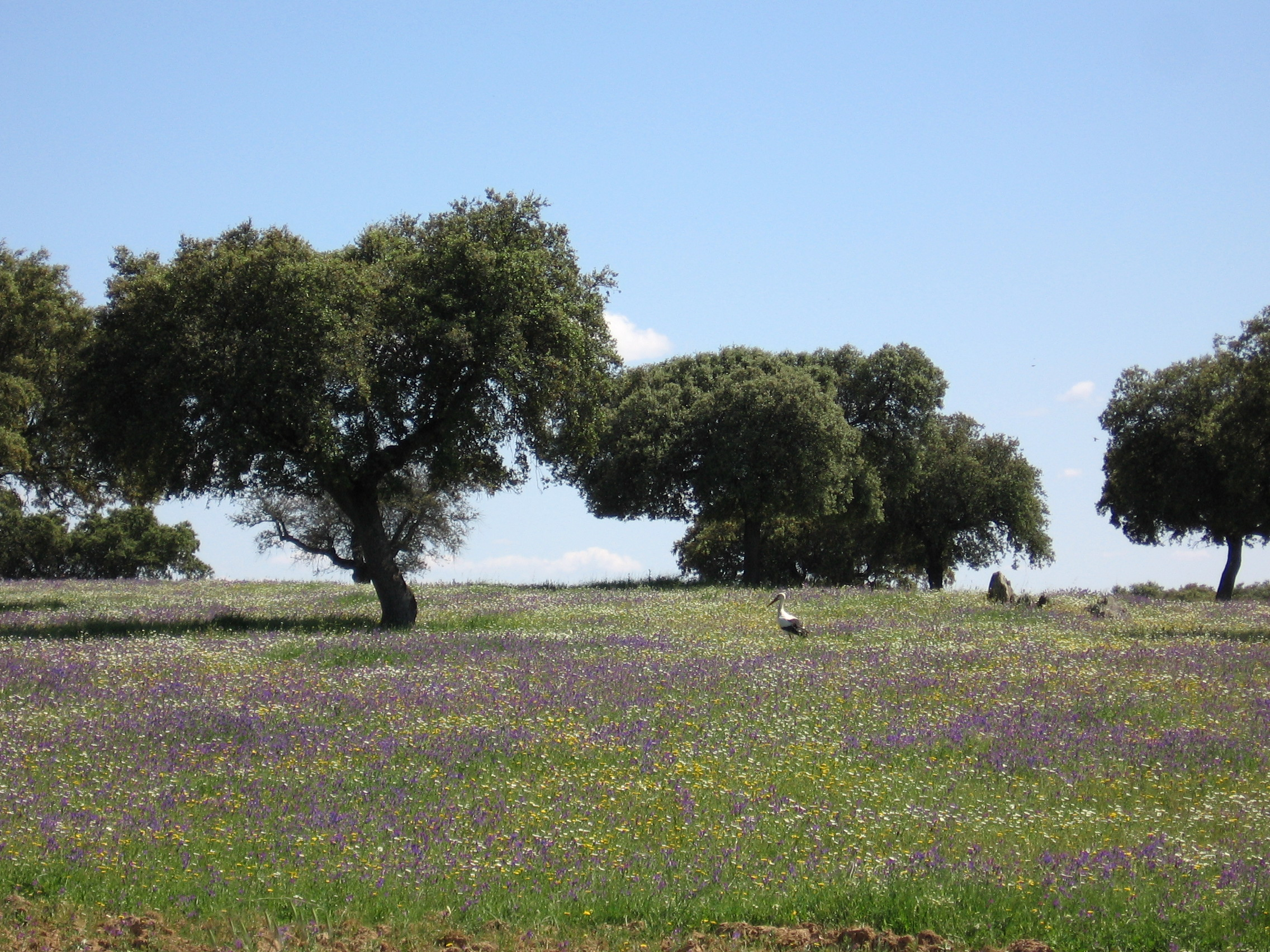
Dehesa im Frühling mit Weißstorch (Extremadura)
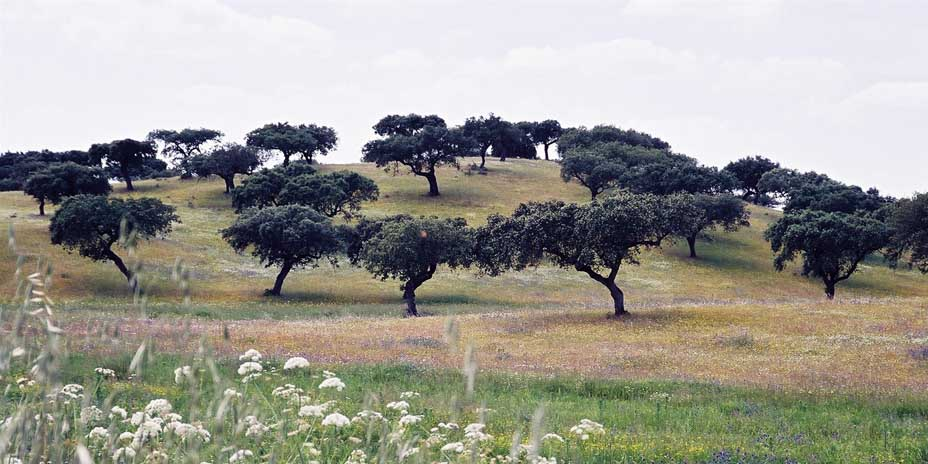
Landschaft bei Monsaraz im Alentejo, Portugal
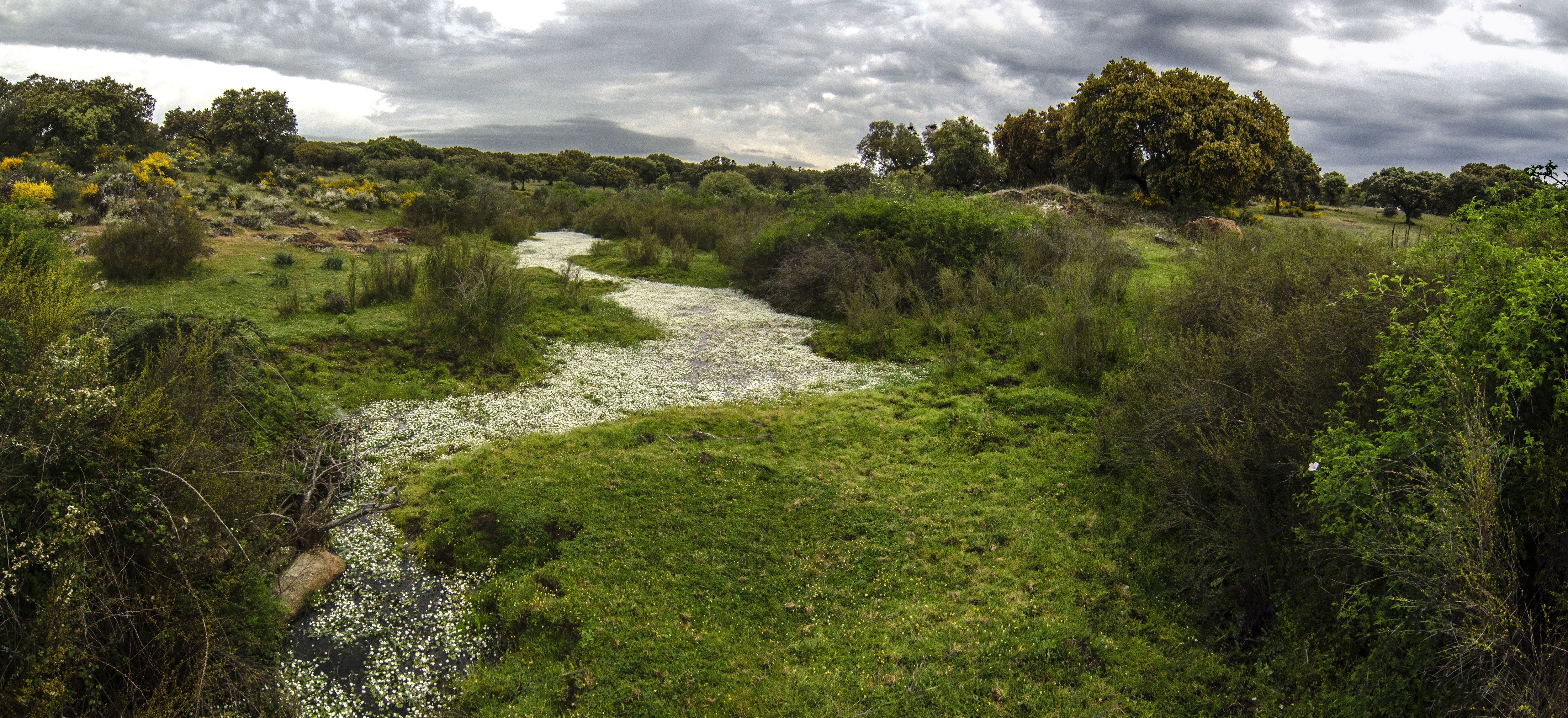
Dehesa bei Montehermoso

## Ökologie

### Nutztiere
Dehesas gelten als Musterbeispiel für eine naturnahe Kulturlandschaft: Bäume schützen den Boden, liefern Brennstoffe (früher wurde aus dem Holz von Steineichen Holzkohle hergestellt) oder Kork und Futter für die Weidetiere (Rinder, Schweine, Schafe, Ziegen). Bis auf den heutigen Tag spielt auch die naturnahe Aufzucht von Jungstieren eine große Rolle, die im Alter von etwa 3 oder 4 Jahren in den Stierkampfarenen ihr Leben lassen. Dennoch sind die Dehesas heute gefährdet, da die traditionellen Weidetiere durch moderne, produktivere Rassen ersetzt werden, deren Futteranspruch aber durch Importfutter gedeckt werden muss. Nicht genutzte Dehesas sind am aufkommenden Buschbewuchs zu erkennen.

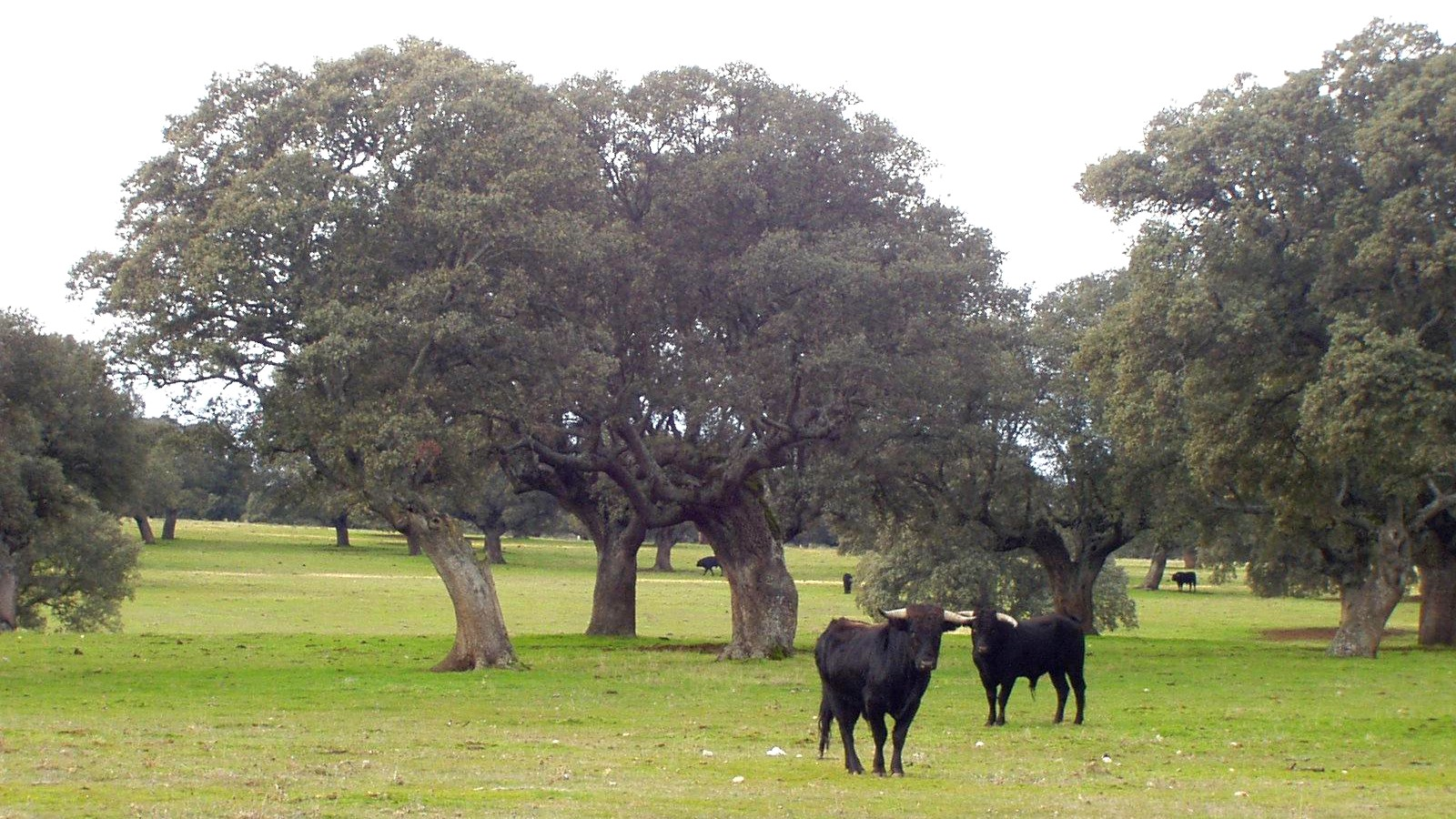
Kampfstiere
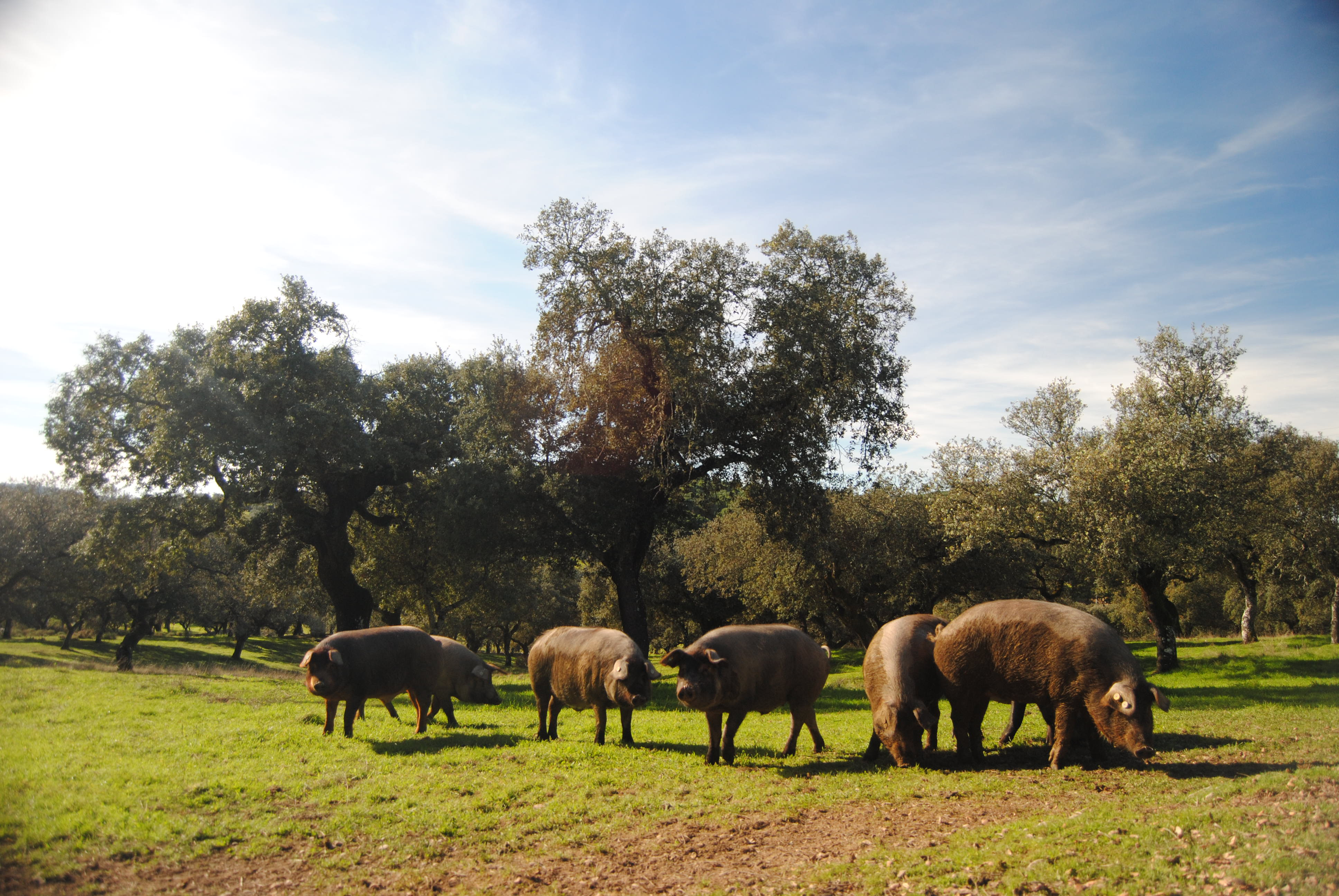
Iberische Schweine
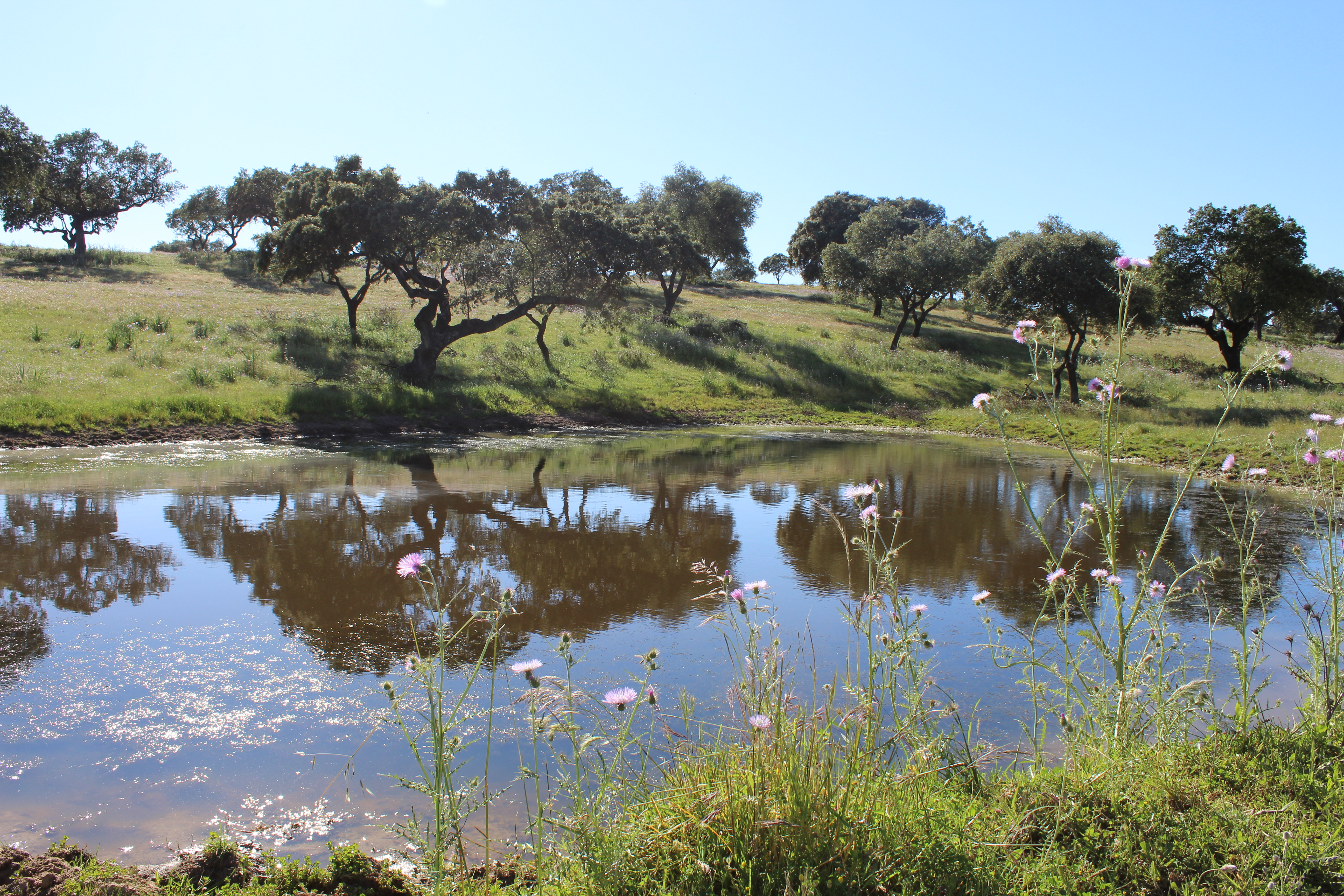
Teich zur Tränke von Rindern, Extremadura

### Wildtiere

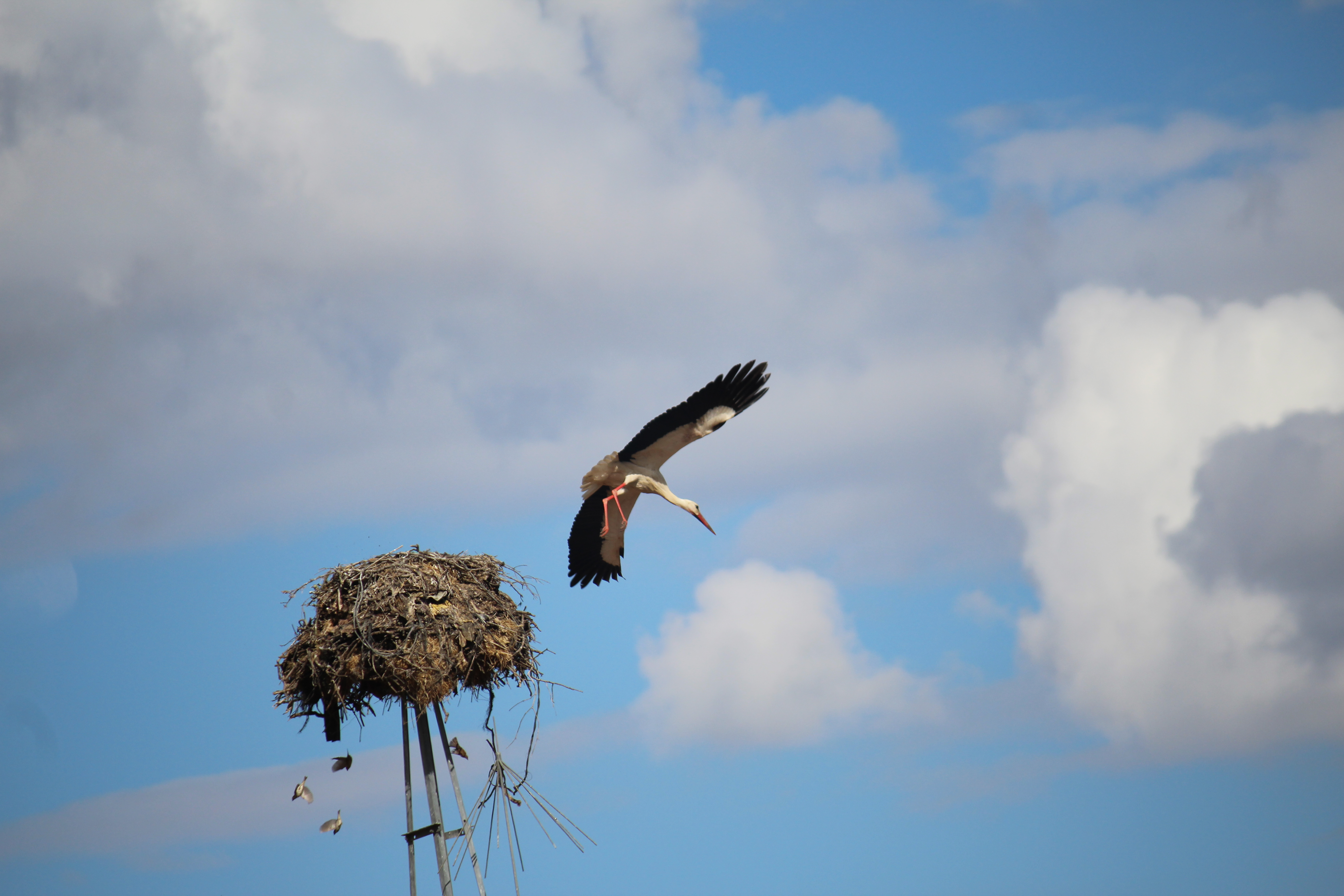
Weißstorch in der Extremadura

Die Dehesa beheimatet jedoch nicht nur Korkeichen, Stiere und die iberische Schweinerasse, sondern auch eine vielfältige Tier- und Pflanzenwelt. Eine Untersuchung aus dem Jahr 1985 hat gezeigt, dass in der Dehesa etwa 45 Pflanzenarten gedeihen.
Von den zahlreichen Vogelarten der Dehesa ist die Blauelster am stärksten vom Habitat abhängig. Zu den geläufigen Arten gehören Buchfink, Singdrossel, Amsel und Buntspecht, die sich vor allem in dichteren Baumbeständen aufhalten. Wiedehopf, Bienenfresser, Steinkauz, Girlitz, Grauammer, Distelfink, Rotkopfwürger und Heidelerche halten sich auf den Bodenflächen auf. Dehesa-Ausprägungen mit niedrigen Baumbeständen, die deshalb an Steppen heranreichen, bilden den Lebensraum von Theklalerche, Triel, Zwergtrappe und Südlichem Raubwürger. Der Weißstorch, der in Spanien als Brutvogel hauptsächlich in der Extremadura vorkommt, profitiert von der offenen Vegetation und den Kleintieren der strukturreichen extensiven Kulturlandschaft. Am auffälligsten sind jedoch die Greifvögel, die in beeindruckender Zahl über den Dehesas kreisen. Einige brüten in der Dehesa, andere in den mediterranen Wäldern der Naturparks und an Felswänden. Als Nahrung dienen neben Kaninchen typische Dehesa-Bewohner wie Eidechse, Maurischer Gecko (Tarentola mauritanica) oder Eidechsennatter, die sich wiederum von den Eiern des Wiedehopfs ernährt. Sie werden zur Beute von Gänsegeier, Mönchsgeier, Schmutzgeier, Mäusebussard, Schwarzmilan, Rotmilan, Schlangenadler, Steinadler, Habichtsadler und Spanischem Kaiseradler.

## Filme
- Spaniens einzigartige Waldlandschaft – Dehesa. Dokumentarfilm, Spanien, 2021, 43:15 Min., Buch: Carlos de Hita, Kamera: Joaquín Gutíerrez Acha, Jorge Borges Carrillo, Alejandro Días Díez, Javier Bayo Domínguez, João Cosme, Produktion: WDR, arte, Erstsendung: 26. Februar 2021 bei arte, Inhaltsangabe von ARD.
- Dehesa – Spaniens Serengeti – Die Landschaft der tausend Farben. Dokumentarfilm, Spanien, Österreich, 2020, 47:27 Min., Buch: Joaquín Gutíerrez Acha und Claudia Clemente, Regie: Joaquín Gutíerrez Acha, Produktion: Wanda Vision, ServusTV, Reihe: Terra Mater, Erstsendung: 5. August 2020 bei ServusTV, Inhaltsangabe von ServusTV, (Memento vom 29. August 2020 im Internet Archive).
- Dehesa – Spaniens Serengeti – Der Wald des iberischen Luchses. Dokumentarfilm, Spanien, Österreich, 2020, 46:49 Min., Buch: Joaquín Gutíerrez Acha und Claudia Clemente, Regie: Joaquín Gutíerrez Acha, Produktion: Wanda Vision, ServusTV, Reihe: Terra Mater, Erstsendung: 12. August 2020 bei ServusTV, Inhaltsangabe von ServusTV, (Memento vom 29. August 2020 im Internet Archive).
- Dehesa – Iberischer Einklang mit der Natur. Dokumentarfilm, Spanien, 2017, 43:01 Min., Buch: Javier Ortega, Regie: Carlos Pérez, Produktion: 1080 Lineas, Erstsendung: 21. Februar 2018 bei arte, Inhaltsangabe von ARD.
- Spaniens wilde Extremadura. Dokumentarfilm, Deutschland, 2003, 45:04 Min., Buch und Regie: Jens-Uwe Heins, Produktion: BR, Reihe: natur exclusiv, Sendung: 18. Mai 2011 bei BR-alpha, Inhaltsangabe von ARD.